# Cortijo Nuevo (Michoacán)
Cortijo Nuevo es un poblado del municipio de Coeneo en el estado de Michoacán de Ocampo. Cortijo, significa, según el diccionario de la Real Academia Española, finca rústica con vivienda y dependencias adecuadas, típica de amplias zonas de la España meridional. Emiliano Zapata es tomado del nombre del caudillo nacido en la Hacienda de Chinameca.
Pertenece a la región de la ciénaga de Zacapu que está conformada por los municipios de Coeneo y Zacapu. Es una región modernizada y amestizada donde se conservan algunos pueblos purépechas -Comanja, Naranja de Tapia, Tiríndaro y Tarejero.
Es en esta parte donde se desarrolló la agricultura colonial cerealera y la ganadería extensiva, propiciando por un lado el despojo de la tierra en manos de indígenas cuyo clímax es la implantación de haciendas y, por otro lado, el temprano mestizaje de la población.
La hacienda del Molino, como se le llamó debido al molino de trigo existente en esta, fue una hacienda pequeña que se comunicaba con las hacienda de Buena Vista y la hacienda de Bellas Fuentes por medio un ancho camino empedrado que hasta actualmente se puede ver.
Cortijo Nuevo y la Colonia Emiliano Zapata, debería llamarse en realidad como se le nombraba hace años, el Molino pues son dos comunidades en un mismo territorio.
Cortijo Nuevo y la Colonia Emiliano Zapata se ubican a 2001 m s. n. m. (metros sobre el nivel del mar) en su parte más baja, y a 2017 m s. n. m. en su zona más elevada, pues parte de esta población se encuentra en realidad en las faldas del cerro de la huaracha (loma de Cortijo Nuevo).

## Historia
Cortijo Nuevo nace cuando se construyó un molino de trigo accionado por agua en 1584 en el Cortijo (Hacienda) de San Juan de La Vega, llevado por Juan Sandoval Samaniego, hijo de Juan Infante, este último era encomendero de las regiones tarascas de Comanja, La Sierra y La Laguna. En 1677 la Hacienda Cortijo de San Juan de la Vega fue arrendada a los indígenas de Nahuatzen para después pasar a manos del hacendado Carriedo, dueño de la hacienda vecina de Bellas Fuentes.
Cerca de Cortijo Nuevo se encuentra la comunidad de Agua Blanca, que en tiempos prehispánicos contaba con un gran manantial que alimentaba un gran caudal que desembocaba en la Laguna de Zacapu, para controlar el caudal se formaron pequeños canales y un dique alrededor del año 1597.
La división de las comunidades se dio durante el reparto de tierras después de la Revolución Mexicana, pues los habitantes de Cortijo Nuevo estaban totalmente de acuerdo en la repartición de tierras mientras que los habitantes de Emiliano Zapata —preferían pedir limosna a despojar a su patrón—, lo que ocasionó que no se reunieran las suficientes firmas para dicho reparto, por lo cual los habitantes de Cortijo Nuevo decidieron reunir pobladores de otras comunidades para que se llevase a cabo el reparto. Al final el reparto agrario fue hecho y ambas comunidades se establecieron el 1 de mayo de 1938, sin embargo, los títulos de propiedad se entregaron hasta 1946, siendo presidente Manuel Ávila Camacho.

## Demografía
En 2005 la comunidad de Cortijo Nuevo contaba con 522 habitantes y la de Emiliano Zapata con 424, entre ambas comunidades sumaban 946 habitantes. Para 2010 Cortijo Nuevo censó 536 habitantes mientras que Emiliano Zapata mantuvo los 424 habitantes, con un total de 960 habitantes. El crecimiento poblacional de ambas comunidades solo fue de 14 habitantes, es decir, solo creció un 1,48 %. Para el año 2020 se contabilizaron 901 habitantes en la comunidad, lo que representó una reducción poblacional de 6.1% con respecto al año 2010.
A continuación se muestra una tabla con los censos de población desde el año 1995
| Año  | Cortijo Nuevo   | Emiliano Zapata | Total            |
| 1995 | 452 (196m/256f) | 705 (326m/379f) | 1157 (522m/635f) |
| 2000 | 531 (242m/289f) | 459 (211m/248f) | 990 (453m/537f)  |
| 2005 | 522 (232m/290f) | 424 (193m/231f) | 946 (425m/503f)  |
| 2010 | 536 (259m/277f) | 424 (192m/232f) | 960 (451m/509f)  |
| 2020 | 489 (232m/257f) | 412 (194m/218f) | 901 (426m/475f)  |

## Educación y salud
Las comunidades de Cortijo Nuevo y Emiliano Zapata cuentan con diversos planteles educativos, todos ellos públicos:
- Jardín de niños Sigmund Freud
- Escuela Primaria Plan de Ayala
- Escuela Primaria Josefa Ortiz de Domínguez
- Escuela Telesecundaria José María Morelos y Pavón

Además, la comunidad cuenta con un Centro de Salud.

## Costumbres, tradiciones y áreas recreativas

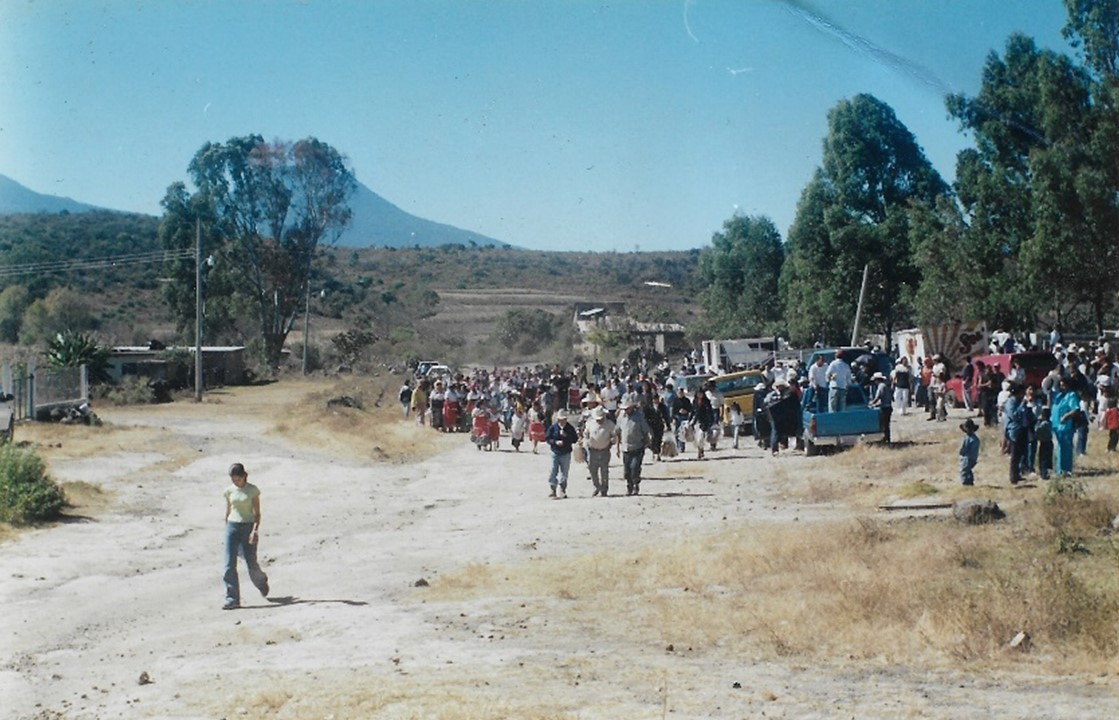
Foto tomada durante la fiesta patronal el día 13 de diciembre de 2003.

La comunidad cuenta con 2 canchas de básquet bol y una cancha de fut bol abiertas al público, además de la plaza principal y la plaza de toros «Aguablanca». En la comunidad también existen bares, cafés y billar.

### Costumbres y tradiciones
- Torneo de Semana Santa: Es uno de los torneos de básquet bol más importantes de la región, este torneo se inaugura el domingo de ramos y culmina el sábado de gloria, su historia comienza el 9 de abril de 1974, cuando se organizaron un grupo de deportistas entusiastas para fomentar el interés por este deporte a la comunidad.[9]
- Fiestas al Señor del Veneno: se realiza los días 14 y 15 de septiembre, con misas en el templo de Nuestra Señora de Guadalupe, corridas de toros y bailes.
- Fiestas a la Virgen de Guadalupe: Son las más importantes festividades en la comunidad (fiestas patronales), se realizan los días 11, 12, 13 y 14 de diciembre, donde se ofrecen misas, primeras comuniones y confirmaciones en el Templo de Nuestra Señora de Guadalupe, corridas de toros y bailes.

### Mitos y leyendas
- La pata del diablo: A una milla a pie del campo de futbol existe un punto geográfico conocido localmente como "La pata del diablo", el cual consiste en una roca con diferentes figuras marcadas en su superficie, entre las que destacan las que asemejan a una pisada humana de tamaño grande, una huella de gallo y una huella de cabra, dicho lugar tiene su leyenda la cual dice lo siguiente:[10]

El diablo escapó del infierno para atormentar a la gente de Michoacán, sin embargo, fue atrapado por el Arcángel Miguel, a quien el diablo le propuso una apuesta: dar el salto más largo. Si el diablo ganaba, se le permitiría caminar libre por toda la tierra, de lo contrario, no salidría jamás del infierno. Su salida comenzó en Uruapan, donde el Arcángel Miguel de un solo salto llegó hasta Guanajuato, sin embargo el diablo, al pensar que no era visto, fue corriendo hasta Pátzcuaro en donde dio su primer salto cayendo en Zacapu (recordar que el municipio de Coeneo era parte del municipio de Zacapu), en donde nuevamente tomó impulso (dejando la marca en la piedra mencionada) para llegar de un salto hasta Huango (Hoy Villa Morelos) desde donde saltó nuevamente a Moroleón. Creyendo que nadie había notado su trampa, fue a reclamar su premio con Miguel quien sabiendo su jugada, lo lanzó a un cerro cerca de Puruándiro: Sin embargo, a pesar de su trampa, el Arcángel Miguel le permitió al Diablo caminar libremente por el camino recorrido durante su apuesta durante los días de cuaresma, razón por la que se dice que en cuaresma es posible toparse con el Diablo desde Uruapan hasta Moroleón.

## Transporte y servicios
En la comunidad existe una ruta ordinaria de autobuses hacia Zacapu ofrecida por Autobuses Bellas Fuentes, además de contar con servicio de taxis.
La comunidad también cuenta con servicio de agua potable, drenaje, planta tratadora de aguas residuales, luz, internet y alumbrado público.